# Olívio Freitas

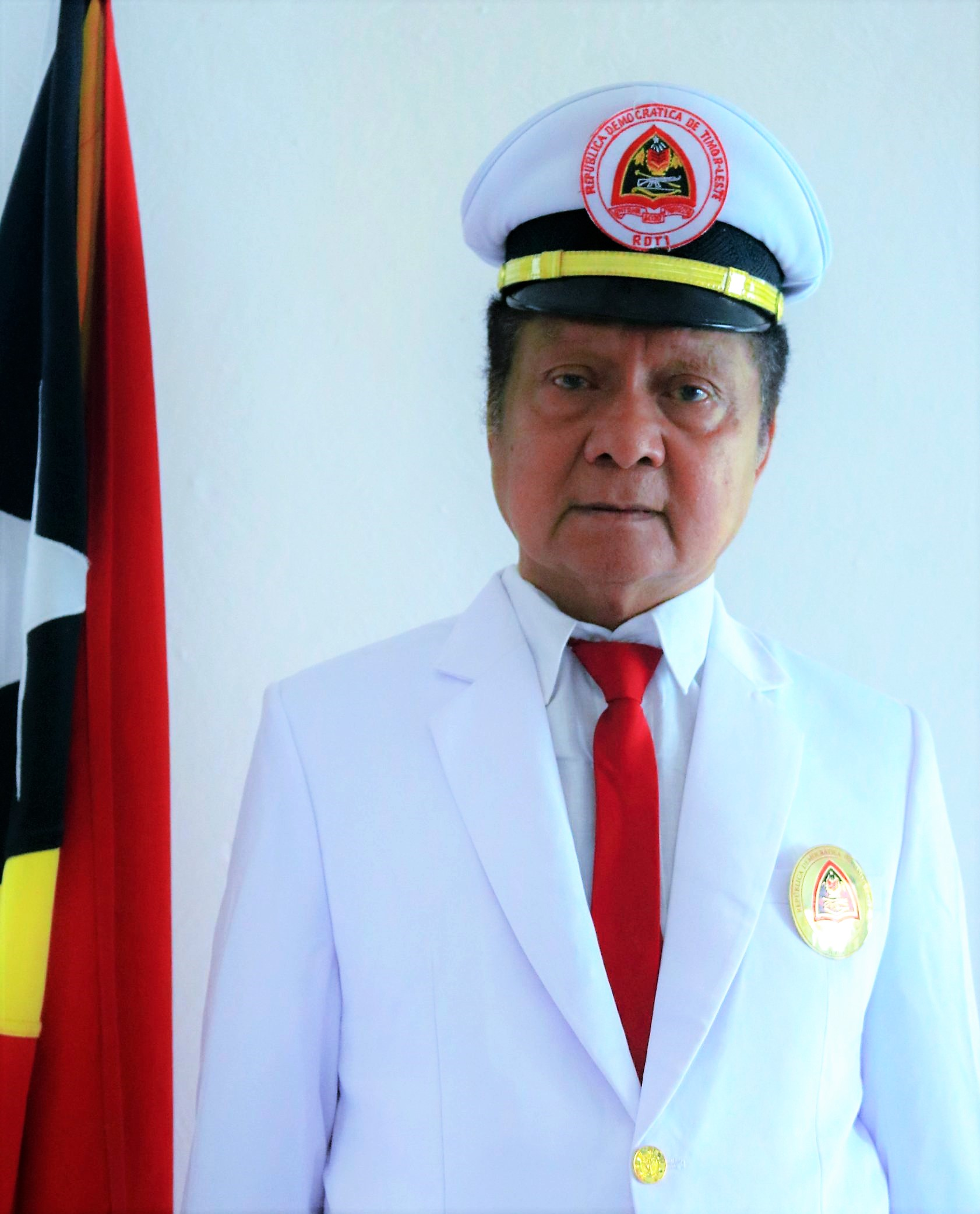
Olívio Freitas

Olívio Freitas, Kampfname Boulesa, ist ein leitender Beamter aus Osttimor. Vom 12. Januar 2021 bis 2023 war er Präsident (Presidente Autoridade Município PAM) der Gemeindeverwaltung Baucau. Freitas hatte zuvor bereits fünf Jahre in der Öffentlichen Verwaltung gearbeitet. Seine Amtszeit als  Präsident war zunächst bis 2026 begrenzt. Nach Antritt der IX. Regierung wurde Veneranda Lemos Martins zu seiner Nachfolgerin ernannt.
Freitas spricht Tetum und Portugiesisch.